# 巴城中学
巴城中学（全名华侨公立巴城中学，简称巴中）是1945年至1966年间位于印度尼西亚雅加达的一所华侨名校，由印尼侨领司徒赞等人创办，是当时印尼最大的华校之一，与八帝贯中华学校、中华中学齐名。

## 历史
1945年第二次世界大战结束后印度尼西亚宣布独立，当时从日军集中营中释放出来的一些侨领提议设立一所华侨公立中学。在司徒赞等人倡议下，原广仁学校（广肇华侨创办）、华侨中学（客家华侨创办）、福建学校（闽南华侨创办）三校合办临时联合中学，由广肇会馆、华侨公会与福建会馆三大侨团平担费用。10月15日，联合中学正式举行开学典礼。
1946年7月，学校改名为华侨公立巴城中学，司徒赞出任首任校长。1952年学校增设附属小学（含幼稚园）。1959年12月，刚结束北京之行回到印尼的司徒赞遭到印尼当局拘捕。他于1960年被迫离开印尼，前往广州定居。此后，巴城中学校长职务由副校长刘耀曾接任。同年，学校更名为雅加达中学（简称雅中）。1963年刘耀曾校长亦回中国定居，刘宏谦继任校长。1965年九·三〇事件发生，印尼出现反华运动。学校因此于1966年年中被迫停办。
2012年，巴中校友会在雅加达西区珍加连（Cengkareng）重新创办了巴中三语学校。

## 校歌
巴中校歌由文史教师庄劲民作词、音乐教师黄城温作曲：

巴城中学屹立南洋为我华侨首创，
贤师益友教学相长融融欢乐一堂。
愿我同学努力自强前程万里无量，
祝我巴中声教远扬蔚为祖国荣光。

## 历任校长
- 司徒赞（1945年－1960年）
- 刘耀曾（1960年－1963年）
- 刘宏谦（1963年－1966年）

## 知名校友
在21年的历史上，巴中培养了近万毕业生，其中知名校友包括：
- 黄强辉（1952届）：举重运动员、世界冠军，原国家举重队总教练
- 陈清泉（1953届）：电动汽车专家、“亚洲电动车之父”，中国工程院院士
- 古宣辉（1953届）：香港华侨华人总商会会长
- 欧阳秋眉（1956届）：珠宝专家，香港珠宝学院院长、香港宝石鉴定所所长
- 林慧卿（1957届）：乒乓球运动员、世界冠军
- 梁维耀（1958届）：物理学家，剑桥大学高温超导教授
- 郑明明（1958届）：香港美容专家，蒙妮坦国际集团有限公司董事长
- 章萍萍（1963届）：归侨作家
- 梁淦基（1964届）：香港华侨华人总会会长、香港美丽达实业有限公司董事长